# Leucettaga
Leucettaga is een geslacht van sponsdieren uit de klasse van de Calcarea (kalksponzen).

## Soort
- Leucettaga loculifera (Haeckel, 1872)